# Salix yanbianica
Salix yanbianica är en videväxtart som beskrevs av C.F. Fang och C.Y. Yang. Salix yanbianica ingår i släktet viden, och familjen videväxter. Inga underarter finns listade i Catalogue of Life.